# SonSon
SonSon (ソンソン) est un jeu vidéo de plates-formes développé et édité par Capcom sur borne d'arcade en juillet 1984. Il s'inspire du roman chinois Le Voyage en Occident,.

## Système de jeu
SonSon est un jeu de plates-formes en deux dimensions à défilement horizontal dans lequel le joueur incarne un garçon-singe qui doit rejoindre la statue de Bouddha. Son parcours initiatique est bien entendu semé d'embûches, et c'est à coups de boules de feu et autres prises de karaté que le jeune garçon va devoir se battre contre ses ennemis, rats et chauves-souris. Le jeu peut être joué à deux en coopération.

## Portages
- Famicom
- PlayStation : 1998, Capcom Generation 3
- Saturn : 1998, Capcom Generation 3
- PlayStation 2 : 2005, Capcom Classics Collection
- Xbox : 2005, Capcom Classics Collection
- PlayStation Portable : 2006, Capcom Classics Collection Reloaded

## Série
1. SonSon : 1984
2. SonSon II : 1989, PC-Engine